# KW 타이탄스
KW 타이탄스(KW Titans)는 온타리오주 키치너를 연고지로 하는 NBL 캐나다 센트럴 디비전 소속 프로 농구 팀이다.

## 역대 홈경기장
| KW 타이탄스                         |             |                   |      |
| 경기장                              | 사용기간    | 장소              | 비고 |
| 키치너 메모리얼 오디토리움 콤플렉스 | 2016년~현재 | 온타리오주 키치너 | 빈칸 |